# Smolikas
Smolikas (řecky Σμόλικας, arumunsky Smolcu) je hora v Řecku. S výškou 2637 m n. m. je druhou nejvyšší horou v zemi a nejvyšším vrcholem pohoří Pindos. Nachází se nedaleko města Konitsa v regionu Epirus. Hora je přístupná stezkou vedoucí ze Samariny, nejvýše položené vesnice v Řecku. Smolikas patří mezi ultraprominentní vrcholy. 
Hora je tvořena ofiolitovým komplexem. Její svahy jsou pokryty jehličnatým lesem, který končí ve výšce okolo dvou tisíc metrů, v zimě zde často sněží. Pramení zde řeka Sarantaporos, přítok Vjosy. Nedaleko vrcholu se nachází horské jezírko Drakolimni (Dračí jezero), pojmenované podle legendy o dracích, kteří v něm žili. Jezero obývá čolek horský, málo dotčená příroda v okolí hory umožňuje život vzácných druhů, jako je orlosup bradatý, medvěd hnědý nebo vlk obecný.  V době würmského zalednění byly vrcholové partie hory pokryty ledovcem.